# Абрамов Андрій Васильович
Абра́мов Андрі́й Васи́льович (5 грудня 1935, Іжевськ — 4 травня 1994) — один із найсильніших боксерів-важковаговиків 1950-60-их років. Заслужений майстер спорту СРСР (1958), чемпіон Європи (1957, 1959, 1961), срібний призер першості Європи (1963), учасник 17-их Олімпійських ігор в Римі (1960), чемпіон СРСР (1957, 1958, 1960—1963).
Похований на Долгопрудненському кладовищі Московської області.

## Аматорська кар'єра
Андрій Абрамов — вихованець секції боксу Іжевського машинобудівного заводу (тренер — В. П. Прокоп'єв). В подальшому виступав за ЦСКА під керівництвом заслуженого тренера СРСР К. К. Бірка.
1957 року на чемпіонаті Європи здобув чотири перемоги, у тому числі у півфіналі над Йозефом Немецем (Чехословаччина) та у фіналі над Васіле Маріушан (Румунія), і став чемпіоном Європи.
1959 року повторив успіх, здобувши чотири перемоги, у тому числі у фіналі над Девідом Томасом (Англія).
На Олімпійських іграх 1960 Андрій Абрамов переміг Мануеля Гарсію (Іспанія), а у чвертьфіналі програв майбутньому чемпіону Франко Де Пікколі (Італія) — 0-5.
На чемпіонаті Європи 1961, здобувши три перемоги, став триразовим чемпіоном Європи.
На чемпіонаті Європи 1963 Абрамов завоював срібну медаль, після трьох перемог програвши у фіналі Йозефу Немецю (Чехословаччина).